# Giro d'Italia 2016
Giro d'Italia 2016 var den 99. udgave af Giro d'Italia. Det blev kørt i perioden 6.–29. maj 2016. Løbet startede med tre etaper i Holland, for derefter at fortsætte i Catanzaro i Italien. I løbet af de tre uger, hvor løbet foregik, kørte rytterne også delvist i Frankrig på to etaper.
Vincenzo Nibali vandt løbet, hvilket han også gjorde i 2013, til trods for at han lå på fjerdepladsen og næsten fem minutter efter den førende rytter Steven Kruijswijk, da kun to afgørende etaper var tilbage. Kruijswijk styrtede på en nedkørslen fra Colle Dell'Agnello på 19. etape, og tabte dermed førertrøjen til Esteban Chaves, der tabte førertrøjen til Nibali på 20. etape.

## Hold og ryttere
198 ryttere fra 22 hold stillede til start. Blandt dem var fire tidligere samlede vindere af løbet; Vincenzo Nibali (2013), Ryder Hesjedal (2012), Michele Scarponi (2011) og Damiano Cunego  (2004). Adam Hansen fuldføre sin fjortende Grand Tour i træk.
| | 18 UCI World Tour-hold                                                                       |                                                                                        | 4 Wildcard                                                                                      |
| --- | -------------------------------------------------------------------------------------------- | -------------------------------------------------------------------------------------- | ----------------------------------------------------------------------------------------------- |
| - Ag2r-La Mondiale - Astana Pro Team - BMC Racing Team - Cannondale - Dimension Data - Etixx-Quick Step | - FDJ - Team Giant-Alpecin - IAM Cycling - Team Katusha - Lampre-Merida - Team LottoNL-Jumbo | - Lotto-Soudal - Movistar Team - Orica-GreenEDGE - Team Sky - Tinkoff - Trek-Segafredo | - Bardiani CSF - Gazprom-RusVelo - Wilier Triestina-Southeast - Nippo-Vini Fantini-Europa Ovini |

| Nationer                                                                                               | Antal ryttere |
| --- | ------------- |
| Italien                                                                                                | 53            |
| Rusland                                                                                                | 20            |
| Spanien                                                                                                | 16            |
| Frankrig, Holland                                                                                      | 12            |
| Australien                                                                                             | 10            |
| Tyskland                                                                                               | 8             |
| Belgien                                                                                                | 7             |
| Colombia, USA                                                                                          | 6             |
| Polen, Slovenien, Schweiz, Sydafrika, Østrig                                                           | 4             |
| Canada                                                                                                 | 3             |
| Danmark, Estland, Hviderusland, Irland, Kasakhstan, Litauen, Luxembourg                                | 2             |
| Albanien, Brasilien, Costa Rica, Eritrea, Japan, Kina, New Zealand, Norge, Portugal, Rumænien, Sverige | 1             |

### Danske ryttere
- Jakob Fuglsang kørte for Astana Pro Team, sluttede på 12. pladsen (+ 24.59)
- Lars Bak kørte for Lotto-Soudal, udgik på 21. etape efter styrt

## Etaperne
| Etape     | Dato    | Start – Mål                         | type              | Afstand (km) | Etapevinder         | Førende rytter     |
| --------- | ------- | ----------------------------------- | ----------------- | ------------ | ------------------- | ------------------ |
| 1. etape  | 6. maj  | Apeldoorn – Apeldoorn               | enkeltstart       | 9,8          | Tom Dumoulin        | Tom Dumoulin       |
| 2. etape  | 7. maj  | Arnhem – Nijmegen                   | flad etape        | 190          | Marcel Kittel       | Tom Dumoulin       |
| 3. etape  | 8. maj  | Nijmegen – Arnhem                   | flad etape        | 190          | Marcel Kittel       | Marcel Kittel      |
|           | 9. maj  | Hviledag                            | Hviledag          |              |                     |                    |
| 4. etape  | 10. maj | Catanzaro – Praia a Mare            | middel bjergetape | 200          | Diego Ulissi        | Tom Dumoulin       |
| 5. etape  | 11. maj | Praia a Mare – Benevento            | kuperet etape     | 233          | André Greipel       | Tom Dumoulin       |
| 6. etape  | 12. maj | Ponte – Roccaraso                   | middel bjergetape | 157          | Tim Wellens         | Tom Dumoulin       |
| 7. etape  | 13. maj | Sulmona – Foligno                   | flad etape        | 211          | André Greipel       | Tom Dumoulin       |
| 8. etape  | 14. maj | Foligno – Arezzo                    | middel bjergetape | 186          | Gianluca Brambilla  | Gianluca Brambilla |
| 9. etape  | 15. maj | Radda in Chianti – Greve in Chianti | enkeltstart       | 40,5         | Primož Roglič       | Gianluca Brambilla |
|           | 16. maj | Hviledag                            | Hviledag          |              |                     |                    |
| 10. etape | 17. maj | Campi Bisenzio – Sestola            | middel bjergetape | 219          | Giulio Ciccone      | Bob Jungels        |
| 11. etape | 18. maj | Modena – Asolo                      | kuperet etape     | 227          | Diego Ulissi        | Bob Jungels        |
| 12. etape | 19. maj | Noale – Bibione                     | flad etape        | 182          | André Greipel       | Bob Jungels        |
| 13. etape | 20. maj | Palmanova – Cividale del Friuli     | middel bjergetape | 170          | Mikel Nieve         | Andrey Amador      |
| 14. etape | 21. maj | Farra d'Alpago – Corvara            | bjergetape        | 210          | Esteban Chaves      | Steven Kruijswijk  |
| 15. etape | 22. maj | Kastelruth – Seiser Alm             | bjergenkeltstart  | 10,8         | Aleksandr Foliforov | Steven Kruijswijk  |
|           | 23. maj | Hviledag                            | Hviledag          |              |                     |                    |
| 16. etape | 24. maj | Bressanone – Andalo                 | bjergetape        | 132          | Alejandro Valverde  | Steven Kruijswijk  |
| 17. etape | 25. maj | Molveno – Cassano d'Adda            | flad etape        | 196          | Roger Kluge         | Steven Kruijswijk  |
| 18. etape | 26. maj | Muggiò – Pinerolo                   | middel bjergetape | 244          | Matteo Trentin      | Steven Kruijswijk  |
| 19. etape | 27. maj | Pinerolo – Risoul                   | bjergetape        | 162          | Vincenzo Nibali     | Esteban Chaves     |
| 20. etape | 28. maj | Guillestre – Vinadio                | bjergetape        | 134          | Rein Taaramäe       | Vincenzo Nibali    |
| 21. etape | 29. maj | Cuneo – Torino                      | flad etape        | 163          | Nikias Arndt        | Vincenzo Nibali    |

## Trøjernes fordeling gennem løbet
| Etape  | Vinder              | Førertrøjen        | Pointtrøjen     | Bjergtrøjen        | Ungdomstrøjen     | Trofeo Fast Team   | Trofeo Super Team  |
| ------ | ------------------- | ------------------ | --------------- | ------------------ | ----------------- | ------------------ | ------------------ |
| 1      | Tom Dumoulin        | Tom Dumoulin       | Tom Dumoulin    | ikke uddelt        | Tobias Ludvigsson | Team Giant-Alpecin | Team Giant-Alpecin |
| 2      | Marcel Kittel       | Tom Dumoulin       | Marcel Kittel   | Omar Fraile        | Tobias Ludvigsson | Team Giant-Alpecin | Team Giant-Alpecin |
| 3      | Marcel Kittel       | Marcel Kittel      | Marcel Kittel   | Maarten Tjallingii | Tobias Ludvigsson | Team Giant-Alpecin | Etixx-Quick Step   |
| 4      | Diego Ulissi        | Tom Dumoulin       | Marcel Kittel   | Damiano Cunego     | Bob Jungels       | Astana Pro Team    | Etixx-Quick Step   |
| 5      | André Greipel       | Tom Dumoulin       | Marcel Kittel   | Damiano Cunego     | Bob Jungels       | Astana Pro Team    | Etixx-Quick Step   |
| 6      | Tim Wellens         | Tom Dumoulin       | Marcel Kittel   | Damiano Cunego     | Bob Jungels       | Astana Pro Team    | Etixx-Quick Step   |
| 7      | André Greipel       | Tom Dumoulin       | André Greipel   | Tim Wellens        | Bob Jungels       | Astana Pro Team    | Lotto-Soudal       |
| 8      | Gianluca Brambilla  | Gianluca Brambilla | André Greipel   | Tim Wellens        | Bob Jungels       | Etixx-Quick Step   | Etixx-Quick Step   |
| 9      | Primož Roglič       | Gianluca Brambilla | André Greipel   | Tim Wellens        | Bob Jungels       | Etixx-Quick Step   | Etixx-Quick Step   |
| 10     | Giulio Ciccone      | Bob Jungels        | André Greipel   | Damiano Cunego     | Bob Jungels       | Movistar Team      | Etixx-Quick Step   |
| 11     | Diego Ulissi        | Bob Jungels        | André Greipel   | Damiano Cunego     | Bob Jungels       | Movistar Team      | Etixx-Quick Step   |
| 12     | André Greipel       | Bob Jungels        | André Greipel   | Damiano Cunego     | Bob Jungels       | Movistar Team      | Etixx-Quick Step   |
| 13     | Mikel Nieve         | Andrey Amador      | Giacomo Nizzolo | Damiano Cunego     | Bob Jungels       | Movistar Team      | Etixx-Quick Step   |
| 14     | Esteban Chaves      | Steven Kruijswijk  | Giacomo Nizzolo | Damiano Cunego     | Bob Jungels       | Astana Pro Team    | Etixx-Quick Step   |
| 15     | Aleksandr Foliforov | Steven Kruijswijk  | Giacomo Nizzolo | Damiano Cunego     | Bob Jungels       | Astana Pro Team    | Team LottoNL-Jumbo |
| 16     | Alejandro Valverde  | Steven Kruijswijk  | Giacomo Nizzolo | Damiano Cunego     | Bob Jungels       | Astana Pro Team    | Team LottoNL-Jumbo |
| 17     | Roger Kluge         | Steven Kruijswijk  | Giacomo Nizzolo | Damiano Cunego     | Bob Jungels       | Astana Pro Team    | Team LottoNL-Jumbo |
| 18     | Matteo Trentin      | Steven Kruijswijk  | Giacomo Nizzolo | Damiano Cunego     | Bob Jungels       | Astana Pro Team    | Etixx-Quick Step   |
| 19     | Vincenzo Nibali     | Esteban Chaves     | Giacomo Nizzolo | Damiano Cunego     | Bob Jungels       | Astana Pro Team    | Etixx-Quick Step   |
| 20     | Rein Taaramäe       | Vincenzo Nibali    | Giacomo Nizzolo | Mikel Nieve        | Bob Jungels       | Astana Pro Team    | Etixx-Quick Step   |
| 21     | Nikias Arndt        | Vincenzo Nibali    | Giacomo Nizzolo | Mikel Nieve        | Bob Jungels       | Astana Pro Team    | Etixx-Quick Step   |
| Samlet | Samlet              | Vincenzo Nibali    | Giacomo Nizzolo | Mikel Nieve        | Bob Jungels       | Astana Pro Team    | Etixx-Quick Step   |

## Resultater
| Trøjer     | Trøjer                                | Trøjer      | Trøjer                                  |
| ---------- | ------------------------------------- | ----------- | --------------------------------------- |
| Rosa trøje | Angiver den samlede vinder            | Blå trøje   | Angiver vinderen af bjergkonkurrencen   |
| Røde trøje | Angiver vinderen af pointkonkurrencen | Hvide trøje | Angiver vinderen af ungdomskonkurrencen |

|    | Rytter                    | Hold               | Tid      |
| -- | ------------------------- | ------------------ | -------- |
| 1  | Vincenzo Nibali (ITA)     | Astana Pro Team    | 86:32.49 |
| 2  | Esteban Chaves (COL)      | Orica-GreenEDGE    | + 52     |
| 3  | Alejandro Valverde (ESP)  | Movistar Team      | + 1.17   |
| 4  | Steven Kruijswijk (NED)   | Team LottoNL-Jumbo | + 1.50   |
| 5  | Rafał Majka (POL)         | Tinkoff            | + 4.37   |
| 6  | Bob Jungels (LUX)         | Etixx-Quick Step   | + 8.31   |
| 7  | Rigoberto Uran (COL)      | Cannondale         | + 11.47  |
| 8  | Andrey Amador (CRC)       | Movistar Team      | + 13.21  |
| 9  | Darwin Atapuma (COL)      | BMC Racing Team    | + 14.09  |
| 10 | Kanstantsin Siutsou (BLR) | Dimension Data     | + 16.20  |

|   | Rytter                   | Hold               | Point |
| - | ------------------------ | ------------------ | ----- |
| 1 | Giacomo Nizzolo (ITA)    | Trek-Segafredo     | 209   |
| 2 | Matteo Trentin (ITA)     | Etixx-Quick Step   | 184   |
| 3 | Sacha Modolo (ITA)       | Lampre-Merida      | 163   |
| 4 | Diego Ulissi (ITA)       | Lampre-Merida      | 156   |
| 5 | Daniel Oss (ITA)         | BMC Racing Team    | 133   |
| 6 | Maarten Tjallingii (NED) | Team LottoNL-Jumbo | 103   |
| 7 | Alejandro Valverde (ESP) | Movistar Team      | 92    |
| 9 | Nikias Arndt (GER)       | Team Giant-Alpecin | 88    |
| 9 | Aleksandr Porsev (RUS)   | Team Katusha       | 88    |
| 8 | Steven Kruijswijk (NED)  | Team LottoNL-Jumbo | 76    |

|    | Rytter                    | Hold                            | Point |
| -- | ------------------------- | ------------------------------- | ----- |
| 1  | Mikel Nieve (ESP)         | Team Sky                        | 152   |
| 2  | Damiano Cunego (ITA)      | Nippo-Vini Fantini-Europa Ovini | 134   |
| 3  | Darwin Atapuma (COL)      | BMC Racing Team                 | 118   |
| 4  | Stefan Denifl (AUT)       | IAM Cycling                     | 109   |
| 5  | Giovanni Visconti (ITA)   | Movistar Team                   | 77    |
| 6  | Aleksandr Foliforov (RUS) | Gazprom-RusVelo                 | 66    |
| 7  | Rein Taaramae (EST)       | Team Katusha                    | 62    |
| 8  | David López (ESP)         | Team Sky                        | 54    |
| 9  | Michele Scarponi (ITA)    | Astana Pro Team                 | 51    |
| 10 | Steven Kruijswijk (NED)   | Team LottoNL-Jumbo              | 42    |

|    | Rytter                    | Hold               | Tid       |
| -- | ------------------------- | ------------------ | --------- |
| 1  | Bob Jungels (LUX)         | Etixx-Quick Step   | 86:41.20  |
| 2  | Sebastián Henao (COL)     | Team Sky           | + 29.38   |
| 3  | Valerio Conti (ITA)       | Lampre-Merida      | + 1:10.07 |
| 4  | Davide Formolo (ITA)      | Cannondale         | + 1:18.48 |
| 5  | Joe Dombrowski (USA)      | Cannondale         | + 1:24.25 |
| 6  | Merhawi Kudus (ERI)       | Dimension Data     | + 1:46.03 |
| 7  | Carlos Verona (ESP)       | Etixx-Quick Step   | + 1:57.26 |
| 8  | Aleksandr Foliforov (RUS) | Gazprom-RusVelo    | + 1:58.06 |
| 9  | Nathan Brown (USA)        | Cannondale         | + 2:06.47 |
| 10 | Tobias Ludvigsson (SWE)   | Team Giant-Alpecin | + 2:12.42 |

|    | Hold             | Tid       |
| -- | ---------------- | --------- |
| 1  | Astana Pro Team  | 260:02.35 |
| 2  | Cannondale       | + 6.57    |
| 3  | Movistar Team    | + 21.00   |
| 4  | Ag2r-La Mondiale | + 53.52   |
| 5  | Team Sky         | + 1:04.21 |
| 6  | Etixx-Quick Step | + 1:37.53 |
| 7  | Tinkoff          | + 1:40.44 |
| 8  | Team Katusha     | + 2:06.36 |
| 9  | Dimension Data   | + 2:53.26 |
| 10 | Lampre-Merida    | + 3:15.00 |

|    | Hold               | Point |
| -- | ------------------ | ----- |
| 1  | Etixx-Quick Step   | 506   |
| 2  | Team LottoNL-Jumbo | 397   |
| 3  | Lampre-Merida      | 361   |
| 4  | Movistar Team      | 339   |
| 5  | Lotto-Soudal       | 303   |
| 6  | Team Katusha       | 293   |
| 7  | Team Giant-Alpecin | 280   |
| 8  | BMC Racing Team    | 232   |
| 9  | Orica-GreenEDGE    | 220   |
| 10 | Trek-Segafredo     | 216   |